# جوی بارال
جوی بارال (انگلیسی: Javi Barral؛ زادهٔ ۳۰ سپتامبر ۱۹۸۱) بازیکن فوتبال اهل اسپانیا است.
از باشگاه‌هایی که در آن بازی کرده‌است می‌توان به باشگاه فوتبال رئال مادرید سی، باشگاه فوتبال رئال اویدو، باشگاه فوتبال فوئنلابرادا، باشگاه فوتبال آلکورکون، و باشگاه فوتبال سابادل اشاره کرد.